# Robert Addie
Robert Alastair Addie, né le 10 février 1960 à Londres et mort le 20 novembre 2003 à Cheltenham est un acteur anglais. Il a notamment interprété Mordred dans le film Excalibur et Guy de Gisbourne dans la série Robin of Sherwood.

## Biographie
Addie fait ses études au Marlborough College, puis, à 16 ans, il rejoint le National Youth Theatre, avant d'intégrer en 1978 la Royal Academy of Dramatic Art.
Il incarne en 1981 Mordred, le fils du roi Arthur, dans le film Excalibur de John Boorman. Il joue aussi le rôle de Guy de Gisbourne dans la série Robin of Sherwood de 1984 à 1986. Il fait une pause dans sa carrière de 1989 à 1995 puis retourne sur les planches avec une compagnie de théâtre d'avant-garde de Chichester, Exiled Theatre. Il apparaît ensuite à nouveau au cinéma et à la télévision et tourne dans plusieurs publicités. En 1998, il interprète sir Gilbert dans la mini-série Merlin.
Il meurt à Cheltenham dans le Gloucestershire le 20 novembre 2003 d'un cancer du poumon.

## Filmographie partielle
- 1981 : Excalibur de John Boorman : Mordred
- 1984-1986 : Robin of Sherwood (série télévisée) : Guy de Gisbourne
- 1999 : Mary, Mother of Jesus de Kevin Connor : Ponce Pilate
- 2001 : Intimité de Patrice Chéreau